# تشيدلرين صالون
تشيلدرين صالون (بالإنجليزية: Childrensalon)‏ هو موقع تسوق إلكتروني بريطاني لأزياء الأطفال الراقية والفاخرة. مقر الشركة في رويال تونبريدج ويلز, بريطانيا حيث تم تأسيس البوتيك الرئيسي في عام 1952م. وتقوم الشركة حالياً ببيع أكثر من 270 علامة تجارية إلى عملاءها في كافة أنحاء العالم.

## العمليات
تأسست الشركة في عام 1952 م من قبل سيبيل ورينيه هاريمان كمحل لبيع ملابس الأطفال في تونبريدج ويلز. وفي عام 1999 قامت ابنة سيسييل ميشيل وزوجها بتأسيس موقع تسوق للعلامة التجارية (تشيلدرين صالون) على شبكة الإنترنت والتي كانت تبيع ل120 دولة. الشركة عائلية ويتم تمويلها ذاتياَ. وفي عام 2013 م بلع عدد موظفي الشركة أكثر من 93 موظف من ضمنهم 13 موظف ينتمون للعائلة. وفي عام 2014 م بلغت مبيعات البوتيك والموقع أكثر من 28 باوند بريطاني على مدار ثلاثة سنوات بالإضافة إلى نمو سنوي بمعدك 52.35% سنوياً.

## الجوائز
- 2012 Drapers and Retail Week PayPal Etail Awards: Best Customer Experience Award جائزة أفضل خدمة عملاء.[3]
- 2012 Drapers and Retail Week PayPal Etail Awards: Overall Award for Excellence جائزة التميز.[4]

## روابط خارجية
الموقع الرئيسي